# Virítsd a lóvét!
A Virítsd a lóvét! (eredeti cím: The Debt Collector) 2018-as amerikai harcművészeti akciófilm, melyet Jesse V. Johnson rendezett. 
A főszereplők Scott Adkins, Louis Mandylor, Vladimir Kulich, Tony Todd és Selina Lo. 
Az Amerikai Egyesült Államokban 2018. szeptember 14-én mutatták be, Magyarországon DVD-n jelent meg magyar szinkronnal, 2019. május végén.

## Cselekmény
French, a képzett harcművész egy szerény dódzsó tulajdonosa, anyagi problémái miatt kénytelen pénzbehajtónak állni. A feladat eleinte könnyűnek tűnik, amíg az egyik ügyfél veszélyes helyzetbe nem hozza őt.

## Szereplők
| Szerep  | Színész         | Magyar hang   |
| ------- | --------------- | ------------- |
| French  | Scott Adkins    | Varga Gábor   |
| Sue     | Louis Mandylor  | Zöld Csaba    |
| Tommy   | Vladimir Kulich | Vass Gábor    |
| Alex    | Michael Paré    | Sztarenki Pál |
| Amanda  | Rachel Brann    | Simonyi Réka  |
| Sandy   | Selina Lo       | Czető Zsanett |
| Barbosa | Tony Todd       | Rosta Sándor  |